# Port lotniczy Karlovy Vary
Port lotniczy Karlovy Vary (IATA: KLV, Kod lotniska ICAO: LKKV) – międzynarodowy port lotniczy położony 4,5 km na południowy wschód od centrum Karlovych Var we wsi Olšová Vrata. Czwarte co do wielkości lotnisko w Czechach. Lotnisko obsłużyło 103 tys. pasażerów w 2012 roku.

## Historia
Plany ogłoszone w 2011 roku zakładały budowę nowej hali odlotów na lotnisku, o szacunkowym koszcie budowy 30 mln koron. 

## Kierunki lotów i linie lotnicze
| Linia lotnicza    | Kierunek                                                                           |
| ----------------- | ---------------------------------------------------------------------------------- |
| Corendon Airlines | Sezonowo: 1. Tel Awiw (od 23 maja 2024)                                            |
| Fly Lili          | Sezonowe czartery: 1. Burgas (od 24 czerwca 2024)                                  |
| Smartwings        | Sezonowe czartery: 1. Antalya 2. Burgas 3. Heraklion 4. Monastyr 5. Rodos 6. Warna |

## Transport
Lotnisko jest położone 6 km na południowy wschód od centrum Karlowych Warach. By dostać się na lotnisko, należy kierować się drogą krajową nr 6. Transport publiczny na lotnisko jest zapewniony przez autobus miejski linii 8, kursujący siedem razy dziennie.